# Netha Football Club Herentals
Dernière mise à jour : 22 juin 2011.
Le Netha Football Club Herentals est un ancien club de football belge, fondé en 1924, et disparu en 1941 dans une fusion non officielle avec l'autre club de la commune d'Herentals, le Herentalsche SK.

## Histoire
Le Netha FC Herentals est fondé le 4 septembre 1924. Le club doit son nom à la Nèthe, la rivière au bord de laquelle la ville d'Herentals s'est développée. En décembre 1926, il reçoit le matricule 408. En 1935, le club rejoint pour la première fois les séries nationales. Il passe quatre saisons en Promotion, alors troisième et dernier niveau national. Durant ces quatre saisons, il est versé dans la même poule que l'autre club de la ville, le Herentalsche SK, qu'il devance au classement lors des deux premières années. En 1939, le déclenchement de la Seconde Guerre mondiale interrompt les compétitions. Deux ans plus tard, le club fusionne avec son voisin du SK, qui conserve son matricule 97. Cette fusion n'est pas actée officiellement par l'URBSFA, dont les règlements de l'époque auraient obligé le nouveau club fusionné à abandonner les deux anciens matricules pour en recevoir un nouveau. Dans les faits, le Netha démissionne, et ses joueurs et dirigeants rejoignent le SK.

## Résultats sportifs
Statistiques clôturées - Club disparu

### Bilan des saisons en nationales
| Niv | Divisions    | Jouées | Titres | TM Up | TM Down |
| --- | ------------ | ------ | ------ | ----- | ------- |
| I   | 1e nationale | 0      | 0      |       |         |
| II  | 2e nationale | 0      | 0      |       |         |
| III | 3e nationale | 4      | 0      |       |         |
| IV  | 4e nationale | 0      | 0      |       |         |
|     |              |        |        |       |         |
|     | TOTAUX       | 4      | 0      |       |         |

- TM Up= test-match pour départager des égalités, ou toutes formes de Barrages ou de Tour final pour une montée éventuelle.
- TM Down= test-match pour départager des égalités, ou toutes formes de Barrages ou de Tour final pour le maintien.

### Résultats par saison
| Ordre | Saison  | Nom du club                 | Niveau                     | Classement final | Remarques |
| ----- | ------- | --------------------------- | -------------------------- | ---------------- | --------- |
| 1     | 1935-36 | Netha FC Herentals          | Promotion (D3) série C     | 8e/14            |           |
| 2     | 1936-37 | Netha FC Herentals          | Promotion (D3) série C     | 8e/14            |           |
| 3     | 1937-38 | Netha FC Herentals          | Promotion (D3) série A     | 7e/14            |           |
| 4     | 1938-39 | Netha FC Herentals          | Promotion (D3) série D     | 5e/14            |           |
|       | 1939-40 | Compétitions arrêtées       |                            |                  |           |
|       | 1940-41 | Compétitions régionales     |                            |                  |           |
|       | 1941    | Fusion avec Herentalsche SK | Le matricule 408 disparaît |                  |           |